# Аделхайд фон Мюнценберг
Вижте пояснителната страница за други личности с името Аделхайд.
Аделхайд фон Мюнценберг (на немски: Adelheid von Münzenberg; * ок. 1223; † ок. 1291) е благородничка от Мюнценберг и чрез женитба господарка на Ханау. Тя е прародител на господарите и графовете на Ханау.
Тя е седмата, най-малката дъщеря на Улрих I фон Мюнценберг († 1240) и съпругата му Аделхайд фон Цигенхайн († 1226), вдовица на граф Буркард фон Шарцфелд-Лаутерберг († 1225), дъщеря на граф Рудолф II фон Цигенхайн († 1188) и Мехтхилд от Графство Нида.
През 1255 г. тя наследява заедно с шестте ѝ сестри брат си Улрих II фон Хаген-Мюнценберг († 1255).

## Фамилия
Аделхайд фон Мюнценберг се омъжва между 1243 и 1245 г. в Мюнценберг за Райнхард I фон Ханау (ок. 1220 – 1281), господар на Ханау. Тя донася зестрата Амт Бабенхаузен, Бахгау и половината на Амт Умщат в Хесен.
През 1255 г. той получава наследство чрез Аделхайд фон Мюнценберг, след смъртта на нейния брат Улрих II фон Мюнценберг. Той става бургман в Ашафенбург и бургграф на Фридберг.
Те имат четири деца:
- Улрих I (* 1255/1260; † 1305/1306), господар на Ханау (1281 – 1305/1306), женен 1272 г. за графиня Елизабет фон Ринек († 1299/ 1303)
- Райнхард († сл. 1299), домхер във Вюрцбург
- Аделхайд († сл. 1282), абатиса на манастир Патерсхаузен (пр. 1281)
- Изенгард († 29 септември 1282), омъжена на 11 май 1265 г. за граф Герхард II фон Вайлнау († сл. 12 октомври 1288)

- Замъкът Мюнценберг
- Замъкът Мюнценберг